# Ágústa Þorsteinsdóttir
Ágústa Þorsteinsdóttir (ur. 17 kwietnia 1942 w Reykjavíku, zm. 21 sierpnia 2008 tamże) – islandzka pływaczka.
Startowała na igrzyskach olimpijskich w 1960 na 100 m stylem dowolnym. Odpadła w eliminacjach, zajmując 6. miejsce w swoim wyścigu z czasem 1:07,5 s.
Jej mężem był Guðjón Þór Ólafsson, z którym miała dwoje dzieci: córkę Guðný Björk i syna Þorsteinna Þóra.